# Cheilosia latifacies
Cheilosia latifacies là một loài ruồi trong họ Ruồi giả ong (Syrphidae). Loài này được Loew mô tả khoa học đầu tiên năm 1857. Cheilosia latifacies phân bố ở vùng Cổ Bắc giới